# 利昂内尔·普吕默纳伊
利昂内尔·普吕默纳伊（法語：Lionel Plumenail，1967年1月22日—），法国男子击剑运动员。他曾获得1996年夏季奥运会男子花剑个人银牌和2000年夏季奥运会男子花剑团体金牌。